# Thomas W. Freeman
Thomas W. Freeman (* 1824 in Anderson County, Kentucky; † 24. Oktober 1865 in St. Louis, Missouri) war ein amerikanischer Politiker aus dem 19. Jahrhundert.
Freeman vertrat seinen Heimatstaat Missouri nach der Sezession 1861 zuerst im Provisorischen Konföderiertenkongress und später im 1. Konföderiertenkongress.
Er starb 1865 an Typhus im Southwestern Hotel in St. Louis und wurde anschließend auf dem Bellefontaine Cemetery beigesetzt.